# خزر تی‌وی
خزر تی‌وی (به ترکی آذربایجانی: Xəzər TV) از شبکه‌های تلویزیونی جمهوری آذربایجان و جزء گروه کانال‌های ملی (خصوصی) است که در فوریه ۲۰۰۹ توسط کارآفرین معروف ترکیه‌ای احمد گل تأسیس شد.